# Obesotoma robusta
Obesotoma robusta is een slakkensoort uit de familie van de Mangeliidae. De wetenschappelijke naam van de soort is voor het eerst geldig gepubliceerd in 1866 door Packard.